# GlaxoSmithKline
GlaxoSmithKline és una empresa de productes farmacèutics amb seu actualment a Brentford, Regne Unit. Es dedica a la recerca i desenvolupament de medicines i a la venda de fàrmacs, vacunes i productes d'assistència mèdica.

## Història
L'any 1880 dos farmacèutics estatunidencs, Henry Wellcome i Silas Burroughs, van fundar a Londres la companyia Burroughs Wellcome, amb l'objectiu de descobrir medicaments per tractar malalties greus i incurables. Al llarg de la seva història va ser propietat d'una organització caritativa i, fins a l'any 1986, els beneficis s'utilitzaven principalment per activitats d'investigació de laboratori, o per mantindre llocs dedicats a la medicina com museus o biblioteques.
L'any 1995 es va fusionar amb la Glaxo Inc. formant la Glaxo Wellcome, plc. i aquesta es va fusionar, el gener de 2000, amb la SmithKline Beecham plc., formant ja GlaxoSmithKline (GSK).

## Productes
Dels productes que ven, un és Augmentina, amoxicil·lina i clavulanat en pastilles.; altre és la vacuna Globorix.

## Controvèrsies

### Casos als Estats Units d'Amèrica
El juliol de 2012 l'empresa fou declarada culpable amb càrrecs criminals i hagué de pagar 3,000,000,000,000 $, la qual fou fins a aquell moment el pagament més gran entre el Departament de Justícia dels Estats Units d'Amèrica i una empresa de fàrmacs. El pagament incloïa: una multa per crim de 956,814,400 $; una confiscació de 43,185,600 $ i la resta consistia en un pagament civil amb el govern sota la llei False Claims Act. La investigació fou realitzada principalment basant-se en informació de quatre reveladors d'informació que van presentar una demanda qui tam (demanda legal iniciada por un ciutadà denunciant un desviament o utilització incorrecta de fons públics) per plets contra l'empresa emparant-se en la llei False Claims Act.
Els càrrecs provenien de la promoció de GSK d'anti-depressius Paxil (paroxetina) i Wellbutrina (bupropió) per usos no aprovats des de 1998 fins al 2003, específicament com a adequats per a pacients menors de 18 anys, i per no haver informat amb dades sobre la seguretat d'Avandia (rosiglitazone), ambdós violant la llei Federal Food, Drug, and Cosmetic Act. Altres fàrmacs promogut per a usos inapropiats foren dos inhaladors, Advair (fluticasone/salmeterol) i Flovent (fluticasone propionate), a més de Zofran (ondansetró), Imitrex (sumatriptan), Lotronex (alosetron) i Valtrex (valaciclovir).
L'acord també va incloure la denúncia dels millors preus falsos i els descomptes que s'havien de pagar en virtut del Programa de descomptes de medicaments de Medicaid, i els suborns als metges per prescriure els medicaments de GSK que incloien tractaments de spa amb totes les despeses pagades i viatges de caça per als metges i els seus cònjuges, honoraris dels ponents en conferències i pagaments per articles escrits per l'empresa i col·locats pels metges en revistes mèdiques. La companyia va crear un programa d'escriptura negre anomenat CASPPER, inicialment per produir articles sobre Paxil, però que es va ampliar per cobrir Avandia.
Com a part de l'acord, GSK va signar un Acord d'Integritat Corporativa de cinc anys amb el Departament de Salut i Serveis Humans dels Estats Units, que obligava a la companyia a fer canvis importants en la seva manera de fer negocis, inclòs el canvi dels seus programes de compensació per a la seva força de vendes i executius, i implementar i mantenir la transparència en les seves pràctiques de recerca i polítiques de publicació. El 2013 va anunciar que ja no pagaria als metges per promocionar els seus medicaments o assistir a conferències mèdiques, i que el seu personal de vendes ja no tindria objectius de prescripció.

### Casos a la Xina
El 2015 Sun Hongzhi, un funcionari d'una agència del govern xinés, fou llevat del seu càrrec pel Comité Central del Partit Comunista de la Xina per haver acceptat suborns de l'empresa.